# Eksport

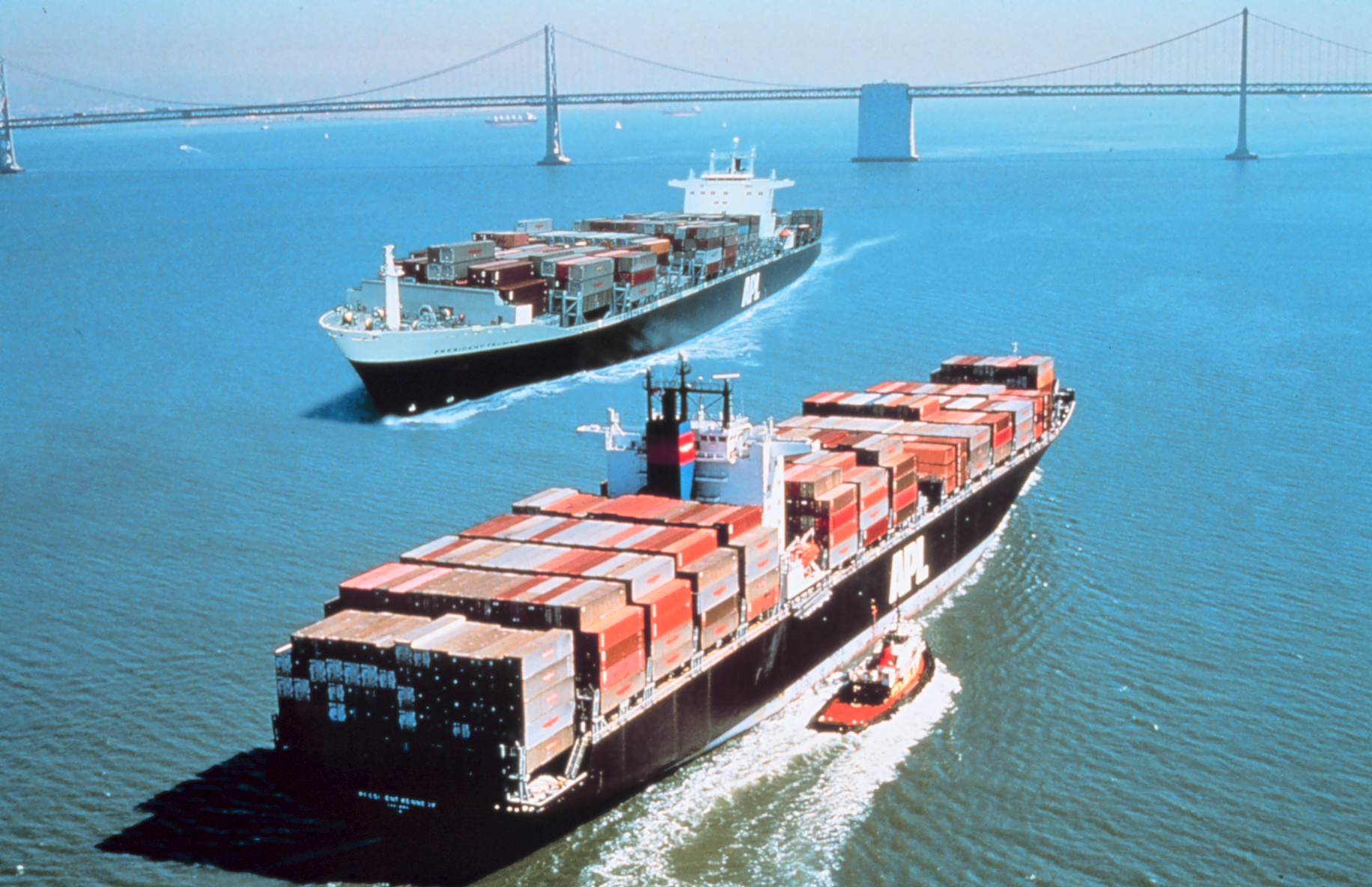
Kontenerowce eksportujące towary.

Eksport (z łac. ex „poza” + portare „nieść”) – sprzedaż towarów lub usług wytwarzanych w danym państwie podmiotom zagranicznym.
Zgodnie z prawem podatkowym państw należących do Unii Europejskiej eksportem określa się sprzedaż towarów lub usług poza UE. Sprzedaż towarów w obrębie państw należących do Unii Europejskiej to sprzedaż wewnątrzwspólnotowa.
Eksporterowi przysługuje prawo do zastosowania zerowej stawki VAT (po uwzględnieniu przepisów prawa podatkowego).